# Ultima estate a Tangeri
Ultima estate a Tangeri (Dernier Été à Tanger) è un film del 1987, diretto da Alexandre Arcady.

## Trama
A Tangeri, nell'estate del 1956, poco prima della proclamazione dell'indipendenza del Marocco, William Barrès regna incontrastato sulla malavita cittadina da quando, anni prima, assassinò il suo rivale Marchetti con la sua banda. Richard Corrigan, un investigatore privato statunitense arrivato da New York e coperto di debiti, accetta un rischioso incarico da parte di Schmidt, un avvocato svizzero: di consegnare una busta a una giovane donna, appena arrivata a Tangeri, in cambio di una grossa somma di denaro.
L'investigatore adempie alla sua missione, ma non sa che la giovane, creduta da tutti deceduta da bambina e presentatasi sotto falsa identità, non è altri che Claudia Marchetti, venuta per vendicare il padre, e della quale ben presto si innamora; lei viene promessa a Roland Barrès, figlio di William, e da quel momento inizia uno spietato regolamento di conti con uccisioni misteriose delle quali deve cercare di sbrogliare la matassa con metodi poco ortodossi Gomez, il commissario cittadino.

## Produzione
Il film è stato girato interamente a Tangeri, in Marocco.
I dialoghi italiani vennero curati da Fabio Rinaudo e Guido Sagliocca e il doppiaggio fu a cura della Mops Film, diretto da Sonia Scotti.

## Distribuzione
Il film in Francia ebbe la prima proiezione il 22 aprile 1987. In Italia ottenne il visto di censura n. 83.668 il 2 giugno 1988 con una lunghezza di 3.200 metri. Venne proiettato anche in Germania con il titolo Letzter Sommer in Tanger.

## Colonna sonora
Nella colonna sonora del film sono presenti i brani The Man I Love di George e Ira Gershwin e Blue Moon di Richard Rodgers e Lorenz Hart.

## Home Video
Il film è stato pubblicato in DVD nel 2014 dalla Cristaldifilm.